# Aphaenogaster iberica
Aphaenogaster iberica is een mierensoort uit de onderfamilie van de Myrmicinae. De wetenschappelijke naam van de soort werd in 1908 gepubliceerd door Emery. Het verspreidingsgebied van deze soort beperkt zich tot het Iberisch Schiereiland. Nesten, die worden gebouwd op open, zonnige plaatsen, hebben slechts een koningin.